# Wahlkreis Neapel (Senato della Repubblica)
Der Wahlkreis Neapel ist seit 2020 ein Wahlkreis (italienisch collegio elettorale) für die Wahl des Senats.
Der Wahlkreis deckt sich mit dem Gebiet der Gemeinde Neapel, die bis 2020 in zwei Wahlkreise (Neapel – Fuorigrotta und Neapel – San Carlo all’Arena) unterteilt war.

## Wahlergebnisse
| Wahlkreise – Senato della Repubblica – Kampanien | Wahlkreise – Senato della Repubblica – Kampanien | Wahlkreise – Senato della Repubblica – Kampanien                                                               |
| Provinz                                          | Provinz                                          | Gemeinden nach Provinzen ⮞ Wahlkreis                                                                           |
| ------------------------------------------------ | ------------------------------------------------ | --- |
|                                                  | Metropolitanstadt Neapel (92 Gemeinden)          | 1 ⮞ Wahlkreis Neapel 30 ⮞ Wahlkreis Giugliano in Campania 24 ⮞ Wahlkreis Torre del Greco 37 ⮞ Wahlkreis Acerra |
|                                                  | Provinz Avellino (118 Gemeinden)                 | alle ⮞ Wahlkreis Benevento                                                                                     |
|                                                  | Provinz Benevento (78 Gemeinden)                 | alle ⮞ Wahlkreis Benevento                                                                                     |
|                                                  | Provinz Caserta (104 Gemeinden)                  | alle ⮞ Wahlkreis Caserta                                                                                       |
|                                                  | Provinz Salerno (158 Gemeinden)                  | 137 ⮞ Wahlkreis Salerno 19 ⮞ Wahlkreis Torre del Greco 2 ⮞ Wahlkreis Acerra                                    |

### Parlamentswahl 2022
| Kandidaten                          | Kandidaten             | Stimmen | %    | Listen                                                  | Stimmen | %    |
| ----------------------------------- | ---------------------- | ------- | ---- | ------------------------------------------------------- | ------- | ---- |
|                                     | Ada Lopreiatogewählt   | 145.753 | 41,5 | Movimento 5 Stelle                                      | 145.753 | 41,5 |
|                                     | Valeria Valente        | 89.101  | 25,4 | Partito Democratico – Italia Democratica e Progressista | 60.001  | 17,1 |
| Alleanza Verdi e Sinistra           | Valeria Valente        | 89.101  | 25,4 | 13.368                                                  | 3,8     |      |
| +Europa                             | Valeria Valente        | 89.101  | 25,4 | 8.815                                                   | 2,5     |      |
| Impegno Civico – Centro Democratico | Valeria Valente        | 89.101  | 25,4 | 6.917                                                   | 2,0     |      |
|                                     | Stefano Caldoro        | 78.208  | 22,3 | Fratelli d’Italia                                       | 43.656  | 12,4 |
| Forza Italia                        | Stefano Caldoro        | 78.208  | 22,3 | 26.016                                                  | 7,4     |      |
| Lega per Salvini Premier            | Stefano Caldoro        | 78.208  | 22,3 | 7.155                                                   | 2,0     |      |
| Noi Moderati                        | Stefano Caldoro        | 78.208  | 22,3 | 1.381                                                   | 0,4     |      |
|                                     | Giuseppe Russo         | 20.302  | 5,8  | Azione – Italia Viva                                    | 20.302  | 5,8  |
|                                     | Elena Coccia           | 11.835  | 3,4  | Unione Popolare                                         | 11.835  | 3,4  |
|                                     | Angela Nittolo         | 5.328   | 1,5  | Italexit per l’Italia                                   | 5.328   | 1,5  |
|                                     | Maria Grazia Cammarota | 898     | 0,3  | Noi di Centro – Europeisti                              | 898     | 0,3  |
| Gesamt                              | Gesamt                 | 351.425 | 100  |                                                         | 351.425 | 100  |
|                                     |                        |         |      |                                                         |         |      |
| Ungültige Stimmen                   | Ungültige Stimmen      | 10.288  | 2,8  |                                                         |         |      |
| Wähler                              | Wähler                 | 361.713 | 49,7 |                                                         |         |      |
| Wahlberechtigte                     | Wahlberechtigte        | 728.134 |      |                                                         |         |      |
|                                     |                        |         |      |                                                         |         |      |
| Quelle: Innenministerium            |                        |         |      |                                                         |         |      |